# Réserve naturelle nationale de Kandadji
La réserve naturelle nationale de Kandadji (RNNK) est une réserve située dans la région Tillabéri (région). Classée en 2017, elle occupe une surface de 1 207 000 hectares et est à 187 km en amont de Niamey . Elle a son sein, une réserve naturelle intégrale ou Sanctuaire des Hippopotames,.

## Localisation

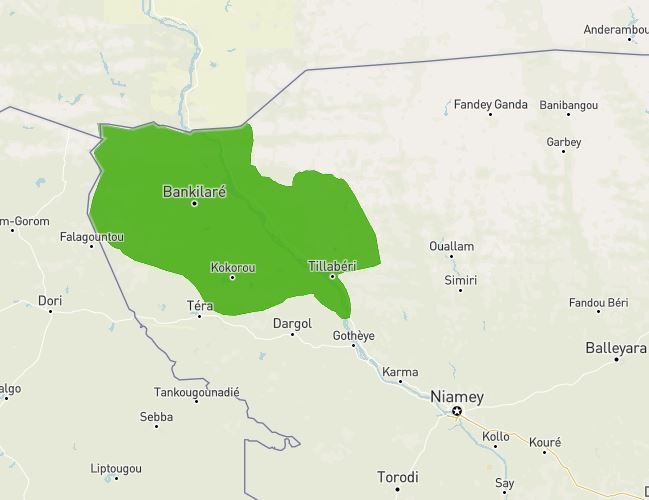
Périmètre de la réserve naturelle.

Le territoire de la réserve naturelle est dans la région de Tillaberi et couvre les parties des territoires des communes de Anzourou, Gothèye, Bibiyergou, Inates, Téra, Ayorou, Dessa, Mehana, Bankilaré, Gorouol, Dargol, Kourtey, Tillabéri, Sinder, Sakoira et Kokorou.

## Écologie (biodiversité, intérêt)
Le site abrite une mosaïque de végétation des bourgoutières, des mares du Liptako, mares du lit majeur du fleuve, terre ferme des îles et galerie forestière, végétation semi-aquatique des berges du fleuve et steppes arbustive et buissonnante permettant à la faune et la flore de prospérer.

### Faune
La Réserve raturelle nationale de Kandadji regorge des potentialités en ressources fauniques dont plusieurs espèces comme le crocodile du Nil (Crocodylus suchus), l’hippopotame (Hippopotamus amphibus), la loutre à cou tacheté (Lutra maculicollis) ou à joue blanche (Aonyx capensis), le lamantin (Trichechus senegalensis) et la grue couronnée (Balearica pavonina).

## Administration
La réserve naturelle est gérée par la direction de la faune, de la chasse et des parcs et réserves du Ministère de l'environnement et de la lutte contre la désertification (Niger).

### Outils et statut juridique
La réserve naturelle a été créée par un décret N°2017-629/PRN/ME/DD du 20 juillet 2017.